# TV Vlaanderen
TV Vlaanderen – belgijska platforma telewizji satelitarnej, działająca we Flandrii. Należy do luksemburskiego przedsiębiorstwa M7 Group.
Platforma została uruchomiona w 2006 roku.